# L’Isle-sur-le-Doubs
L’Isle-sur-le-Doubs [lil syʁ lə du] ist eine Stadt und Gemeinde mit 2.812 Einwohnern (Stand: 1. Januar 2022) im französischen Département Doubs in der Region Bourgogne-Franche-Comté. Sie gehört zum Kanton Bavans im Arrondissement Montbéliard.

## Geographie
L’Isle-sur-le-Doubs liegt auf 292 m ü. NN, etwa 18 Kilometer westsüdwestlich der Stadt Montbéliard (Luftlinie). Das Dorf erstreckt sich in der breiten Talniederung des Doubs, der hier einen großen Bogen nach Norden zeichnet und sich in zwei Flussarme aufteilt, welche eine längliche Insel bilden, am Nordrand der äußersten Höhenzüge des Juras.
Die Fläche des 10,67 km² großen Gemeindegebiets umfasst einen Abschnitt des Doubstals. Der nördliche Teil des Gebietes wird von der Flussschleife des Doubs eingenommen. Die flache Talniederung weist hier eine Breite von ungefähr einem Kilometer auf und wird neben dem Doubs auch von der Wasserstraße des Rhein-Rhône-Kanals benutzt. Nördlich des Flusses gehört nur ein sehr kleines Gebiet mit dem rund 40 m hohen, steilen Prallhang zur Gemeinde. Vom Flusslauf erstreckt sich das Gemeindeareal südwärts über die Talaue bis auf die angrenzende Hochfläche (320 bis 350 m). Mit einem langen schmalen Streifen reicht der Gemeindeboden weiter nach Süden in das ausgedehnte Waldgebiet von Le Chénadiot und bis auf die Hügel am Nordfuß der Lomontkette. Auf einem Ausläufer der Côte d’Armont wird mit 500 m die höchste Erhebung von L’Isle-sur-le-Doubs erreicht.
Nachbargemeinden von L’Isle-sur-le-Doubs sind Médière im Norden, La Prétière und Blussans im Osten, Anteuil im Süden sowie Rang und Appenans im Westen.

## Geschichte
Im 13. Jahrhundert gehörte das Gebiet von L’Isle-sur-le-Doubs zum Besitz des Klosters Lieucroissant. Dieses überließ die Insel im Doubs im Jahr 1230 den Herren von Neuchâtel, die hier eine Burg erbauen ließen. Um die gleiche Zeit wurde auf der Insel auch die erste Kirche errichtet. Rasch entwickelte sich ein befestigter Burgflecken, der sich auf das nördliche (rechte) Doubsufer ausdehnte. Er bestand aufgrund des Platzmangels am Fuß des Steilhangs jedoch nur aus einer Straße flankiert von zwei Häuserzeilen. L’Isle-sur-le-Doubs war Mittelpunkt einer Kastlanei der Herren von Neuchâtel.
1475 wurde der Flecken während der Burgunderkriege in Mitleidenschaft gezogen. Im 16. und 17. Jahrhundert unterstand die Herrschaft L’Isle-sur-le-Doubs der Oberhoheit der Grafen von Ortenburg. Während des Dreißigjährigen Krieges litt die Ortschaft 1637 erneut unter Verwüstungen durch die französischen und schwedischen Truppen. Zusammen mit der Franche-Comté gelangte L’Isle-sur-le-Doubs mit dem Frieden von Nimwegen 1678 an Frankreich.
Schon früh wurde die Wasserkraft des Doubs für den Betrieb von Mühlen genutzt. Auch anderes wasserabhängiges Gewerbe siedelte sich entlang dem Fluss an. Mit der Zeit dehnte sich L’Isle-sur-le-Doubs immer mehr auf die linke (südliche) Doubsseite aus, insbesondere nach der Eröffnung der Eisenbahnlinie von Besançon nach Montbéliard im Jahr 1858. Somit verlagerte sich der Schwerpunkt der Siedlung seit Mitte des 19. Jahrhunderts von der Insel auf die Südseite des Doubs im Bereich des Bahnhofs. Heute ist L’Isle-sur-le-Doubs Teil des Gemeindeverbandes Deux Vallées Vertes.

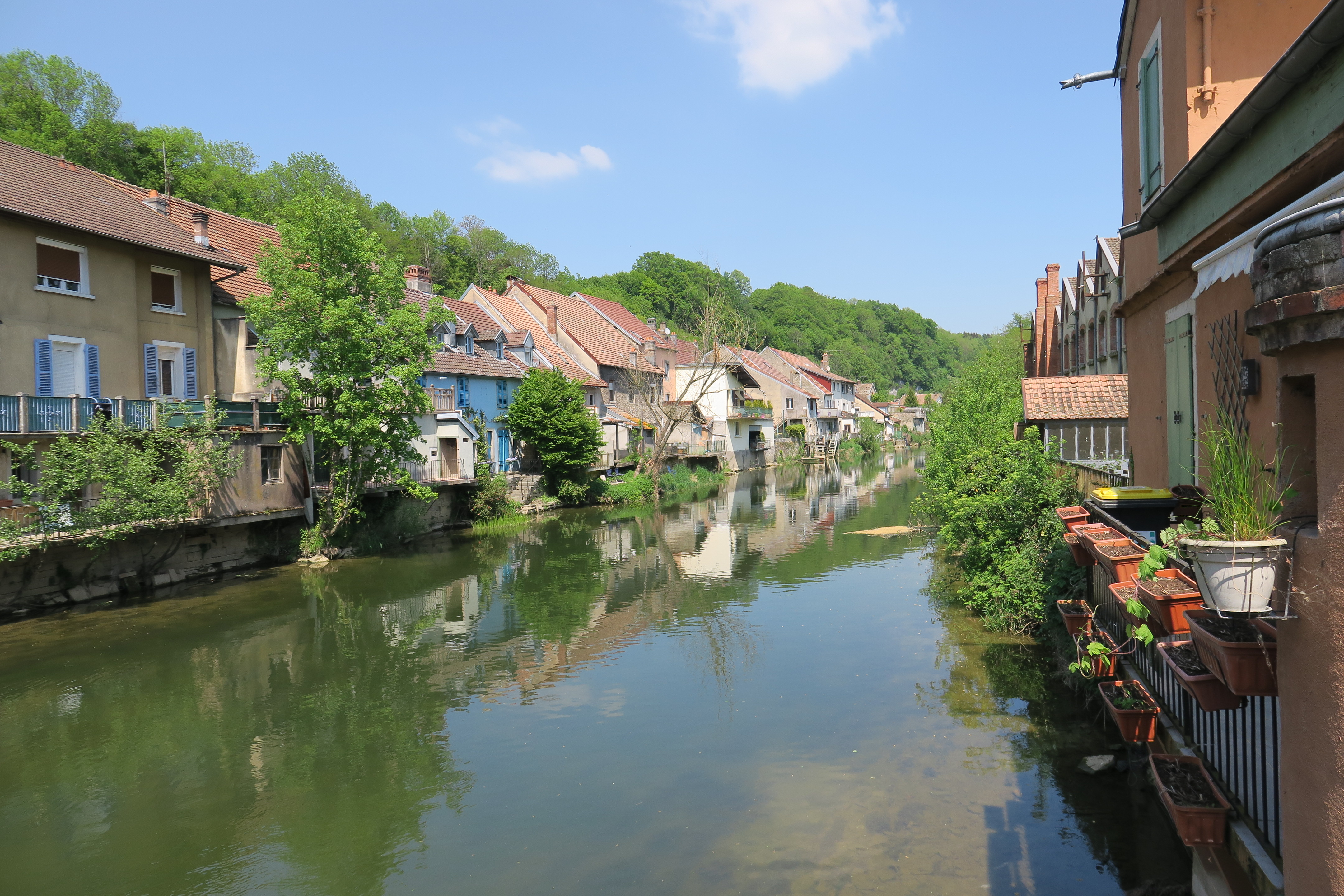
Nordwestlicher Arm des Doubs in L’Isle-sur-le-Doubs

### Schmiedewerk (Forges)
1795 kauften die beiden Schmiedemeister (maîtres de forges) Pierre-François und Jean-Louis Bouchot das ehemalige Schloss um eine Drahtfabrik zu bauen. Ab 1811 begann die Produktion mit einem Hochofen und einen Ziehwerk, 1824 beschäftigte das Werk 44 Arbeiter. 1846 verkaufen die Eigentümer das Werk an die Gebrüder Japy, die zusätzlich eine Schraubenproduktion einrichteten. Die Produktion wuchs und beschäftigte 1914 760 Arbeiter. Ab 1920 wurde die Produktion verlagert und die Fabrik wurde 1930 geschlossen. 1984 kaufte die Gemeinde die Gebäude und riss einige davon ab, um einen Park anzulegen.

## Bevölkerung
| Jahr                       | 1962 | 1968 | 1975 | 1982 | 1990 | 1999 | 2009 | 2020 |
| Einwohner                  | 3162 | 3231 | 3442 | 3205 | 3203 | 3305 | 3181 | 2849 |
| Quellen: Cassini und INSEE |      |      |      |      |      |      |      |      |

Mit 2812 Einwohnern (Stand 1. Januar 2022) gehört L’Isle-sur-le-Doubs zu den mittelgroßen Gemeinden des Départements Doubs. Nachdem die Einwohnerzahl in der ersten Hälfte des 20. Jahrhunderts stets im Bereich zwischen 2500 und 2800 Personen gelegen hatte, wurde vor allem während der 1950er Jahre ein deutliches Bevölkerungswachstum verzeichnet. Mitte der 1970er Jahre wurde mit knapp 3500 Einwohnern der bisherige Höchststand erreicht. Danach wurde wieder ein leicht rückläufiger Trend beobachtet.

## Sehenswürdigkeiten
Die Kirche Nativité-de-Notre-Dame steht immer noch am gleichen Ort auf der Insel wie der erste mittelalterliche Bau. Die heutige Bausubstanz datiert allerdings auf 1854, als das Gotteshaus weitgehend neu errichtet wurde. Nur der Glockenturm stammt vom vorhergehenden (vierten) Kirchenbau von 1784. Von der mittelalterlichen Burg existieren nur noch die Grundmauern eines Turmes. Auf der Insel befinden sich im Weiteren ein Herrschaftshaus aus dem 17. Jahrhundert und das Rathaus (maison de commune).

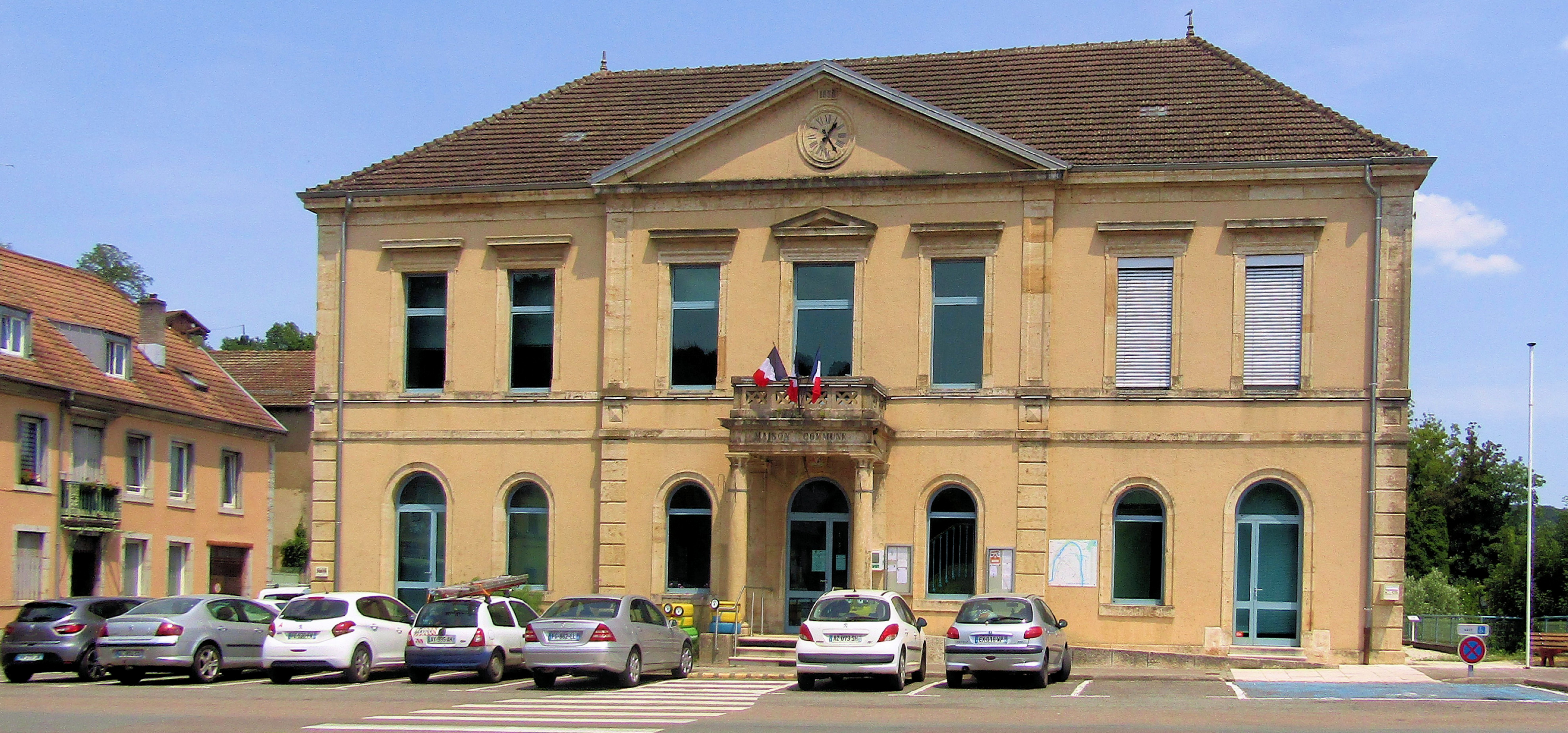
Maison commune (Rathaus)
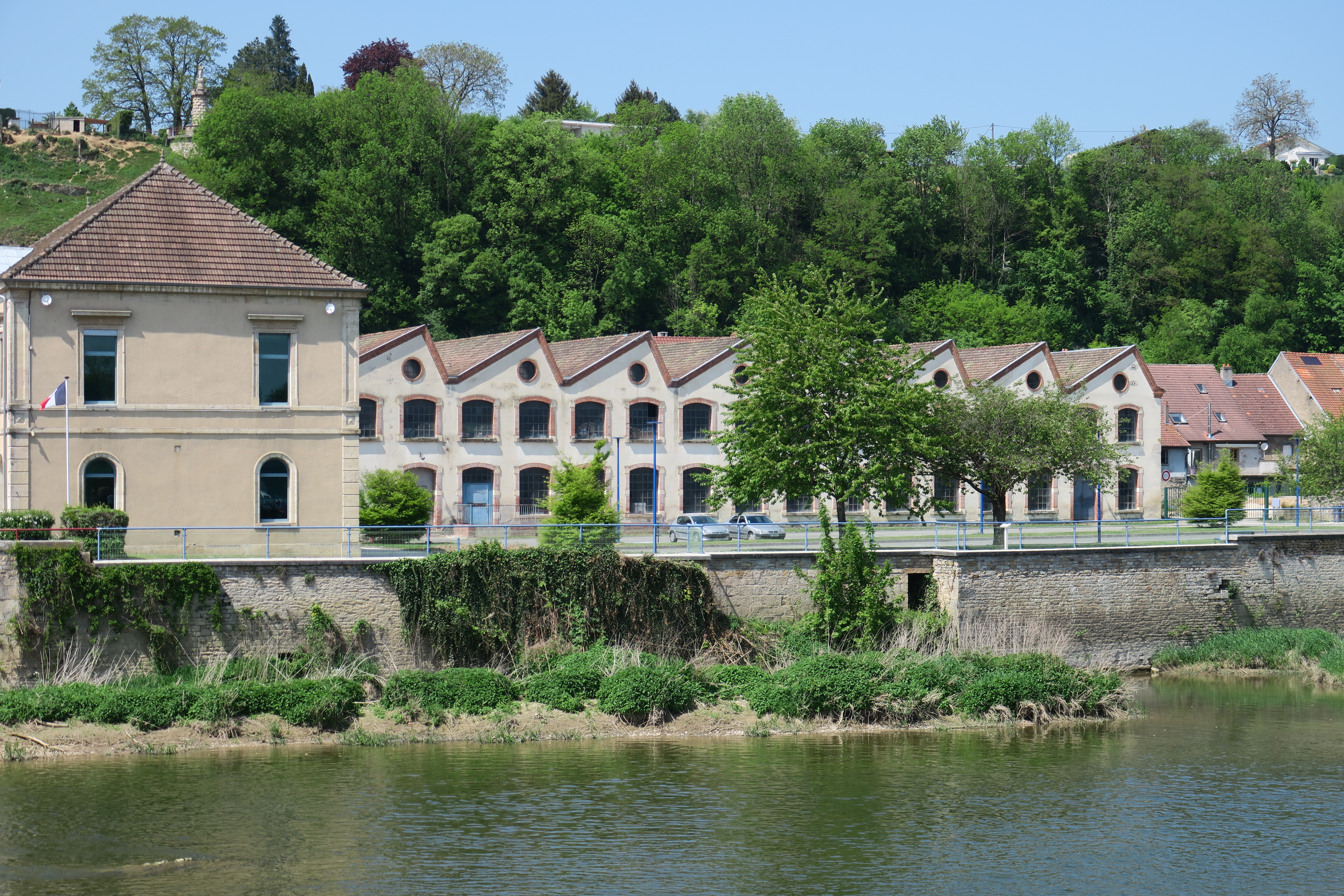
Ehemaliges Schmiedewerk
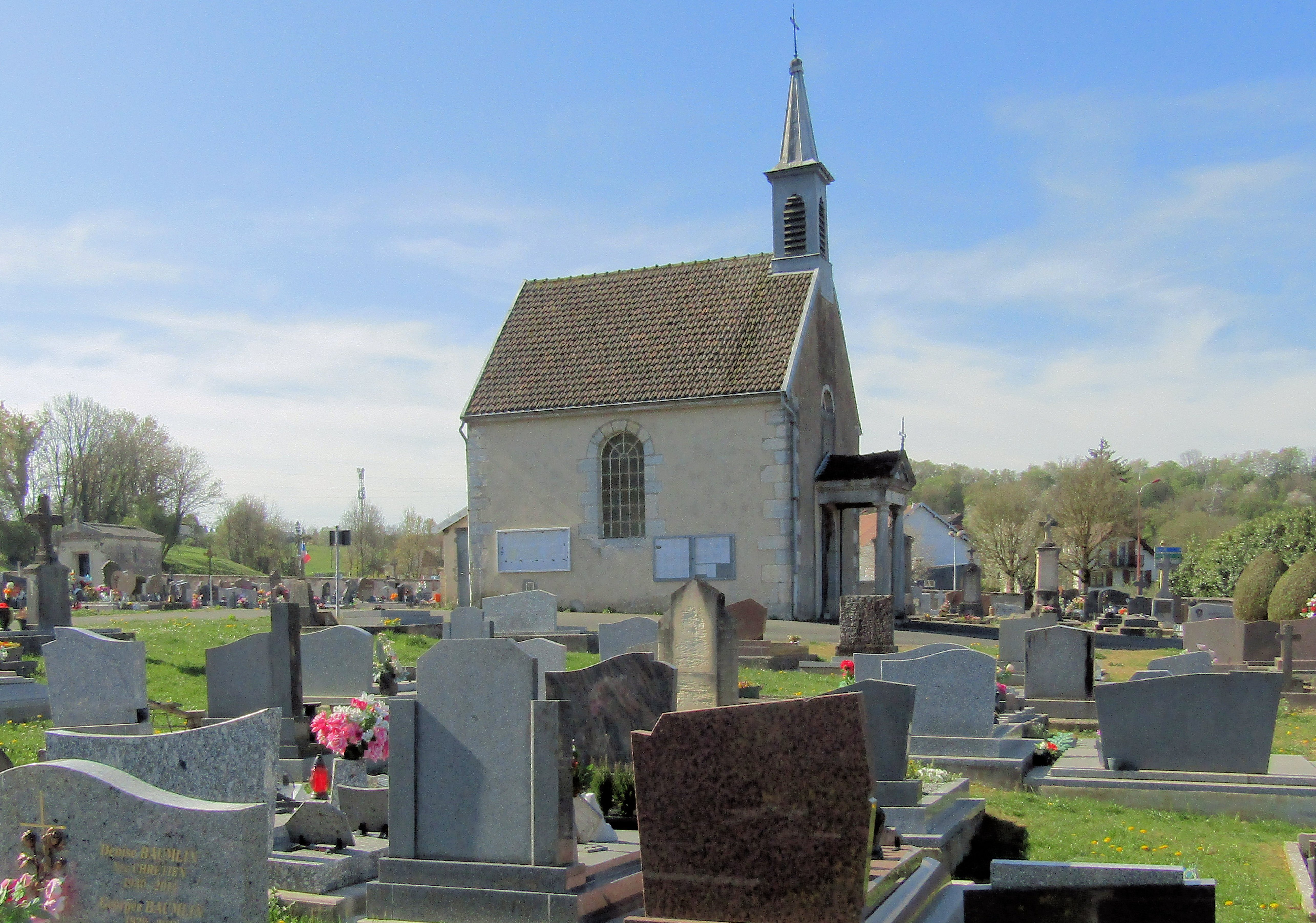
Friedhofskapelle
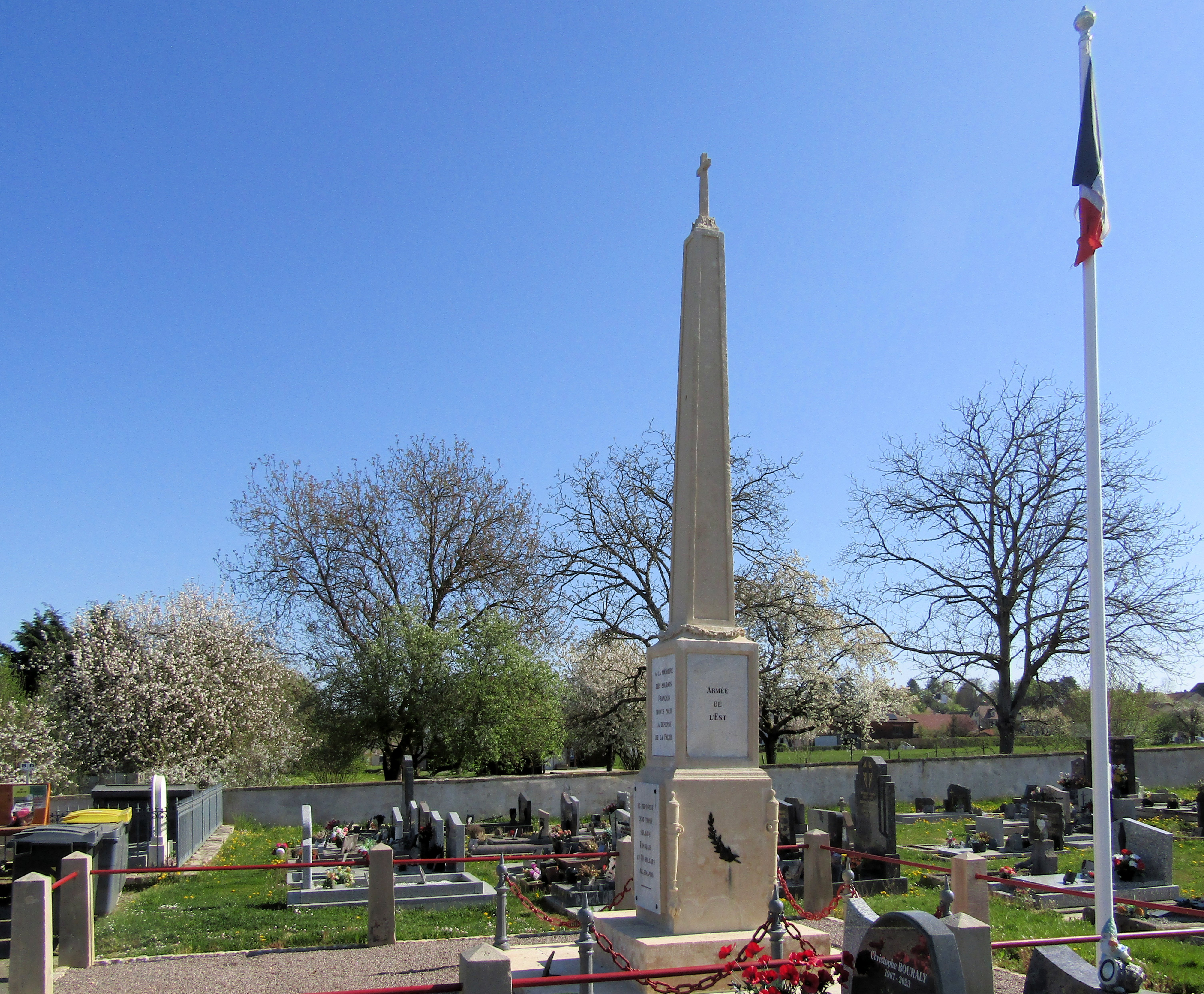
Gefallenendenkmal des Krieges 1870/1871

## Wirtschaft und Infrastruktur
L’Isle-sur-le-Doubs war schon früh ein vorwiegend durch Handel und Gewerbe geprägter Flecken, in dem auch die Produkte des landwirtschaftlichen Umlandes verarbeitet und vertrieben wurden. Heute nimmt L’Isle-sur-le-Doubs zentralörtliche Funktionen für das Umland wahr und besitzt eine gut ausgebaute Infrastruktur.
Seit den 1970er Jahren wurden auf der südlichen Doubsseite am Ortsrand und auf dem angrenzenden Plateau Gewerbe- und Industriezonen geschaffen. In L’Isle-sur-le-Doubs sind verschiedene Industriezweige vertreten: Metallverarbeitung, mechanische Werkstätten, Möbelindustrie und Holzverarbeitung. Zahlreiche weitere Arbeitsplätze gibt es im tertiären Sektor, in einem Supermarkt, vielen Einzelhandelsgeschäften, im Gastgewerbe sowie in der Verwaltung.
L’Isle-sur-le-Doubs ist verkehrstechnisch gut erschlossen. Es liegt an der RN 83, die von Besançon nach Belfort führt. Der nächste Anschluss an die Autobahn A36, welche das Gemeindegebiet durchquert, befindet sich in einer Entfernung von ungefähr sechs Kilometern. Weitere überregionale Straßenverbindungen bestehen mit Montbéliard, Sancey-le-Grand und Villersexel. L’Isle-sur-le-Doubs besitzt einen Bahnhof an der Eisenbahnstrecke Dole–Besançon–Belfort.

## Gemeindepartnerschaft
Seit dem 6. September 2014 besteht offiziell eine Gemeindepartnerschaft mit der hessischen Gemeinde Wölfersheim, mit der bereits seit einigen Jahren inoffizielle Beziehungen gepflegt worden waren.